# All Too Well
All Too Well ist ein Lied der US-amerikanischen Singer-Songwriterin Taylor Swift aus dem Jahre 2012. Es erschien auf ihrem vierten Studioalbum Red und wurde von der Sängerin selbst produziert und geschrieben, wobei sie von Nathan Chapman bzw. Liz Rose unterstützt wurde. Während es bereits nach seiner Erstveröffentlichung unter Kritikern einen Status als eines der besten Lieder seines Jahrzehnts bzw. aller Zeiten erlangte, wurde es erst durch die 2021 erschienene überarbeitete „Taylor’s Version“ ein internationaler kommerzieller Erfolg.

## Entstehung und Veröffentlichung
Taylor Swift schrieb All Too Well nach einer sechsmonatigen Schreibblockade, die von dem schmerzhaften Ende ihrer damaligen Beziehung ausgelöst wurde. Co-Autorin Liz Rose bezeichnete das Lied als das emotionalste und tiefgründigste, welches sie jemals gemeinsam geschrieben hatten. Seit der Veröffentlichung des Liedes hielten sich Gerüchte, bei dem im Lied besungenen Mann handle es sich um Schauspieler Jake Gyllenhaal. Dies ging so weit, dass dessen Schwester Maggie Gyllenhaal wiederholt auf eine Textzeile, in der sie mutmaßlich erwähnt werden soll, angesprochen wurde, wie sie in der Talkshow Watch What Happens Live angab.
Die ursprünglich von Swift konzipierte Version des Songs dauerte 10 Minuten, er wurde jedoch noch vor der Veröffentlichung drastisch gekürzt, um sich besser ins Album einzufügen.
Im Jahre 2018 endete der Vertrag Taylor Swifts mit dem Plattenlabel Big Machine Records; 2019 wurde dieses von Scooter Braun aufgekauft. Teil der Übernahme war es, die Rechte über die Masterbänder von Swifts ersten sechs Studioalben zu bekommen, die er dann an Shamrock Holdings weiterverkaufte. Die Musikerin fühlte sich von ihrem ehemaligen Label verraten, da man ihr nicht die Möglichkeit bot, zuvor eben diese Rechte käuflich zu erwerben. Zudem befand sie sich bereits zuvor in einer Fehde mit Braun. Die Sängerin beschloss daraufhin, ihre ersten sechs Alben sämtlich neu einzuspielen und erneut zu veröffentlichen. Nachdem mit Fearless (Taylor’s Version) im April 2021 die erste Neueinspielung eines ihrer Alben erschienen war, folgte am 12. November mit Red (Taylor’s Version) eine neue Version ihres vierten Albums Red. Bereits im Vorfeld wurde bekannt, dass neben einer Neuaufnahme der bekannten Albumversion auch erstmals die vollständige, von der Musikerin intendierte 10-minütige Fassung von All Too Well auf dem Werk zu hören sein wird. Diese wurde zum meisterwarteten Song des Albums, und auch zu einem der meisterwarteten Lieder des Musikjahres 2021 allgemein. Begleitet wurde die Veröffentlichung von Album und Song von einem 15-minütigen Kurzfilm namens All Too Well: The Short Film, der die besungene Beziehung visuell und narrativ darstellt, und bei dem Swift selbst Regie führte.

## Inhalt
Musikalisch kann All Too Well dem Country zugeordnet werden und ist innerhalb dieses Genre eine gitarrenlastige Ballade. Inhaltlich handelt es sich bei dem Titel um einen Storytelling Song, der sich mit dem Ende einer Liebesbeziehung auseinandersetzt. Die Ich-Erzählerin schwelgt darin in Erinnerungen an viele kleine Begebenheiten, die sich während dieser zugetragen haben und die für sie von besonderer Bedeutung sind. Dazu zählen unter anderem das Tanzen vor einem offenen Kühlschrank, das Singen im Auto oder das Fallen der Blätter der Bäume. Swift wechselt dabei immer wieder zwischen Vergangenheit und Gegenwart und kontrastiert damit die positiven Gefühle während der Beziehung mit den negativen danach. Sie fragt sich im Nachhinein, woran die Liebe gescheitert ist – ob es an Misskommunikation lag, sie zu viel abverlangte oder er das „Meisterwerk zerrissen“ hätte. Ein wiederkehrendes Motiv ist ein Schal, der zu Beginn der Geschichte von der Sängerin im Haus der Schwester ihres Geliebten vergessen wurde und gegen Ende des Liedes wieder aufgegriffen wird: ihr Ex hat diesen behalten, da er ihn an die anfängliche Unschuld erinnert und ihren Geruch aufweist.
Ist die Neuaufnahme der Albumversion dem Original musikalisch weitgehend getreu nachempfunden, erhielt die 10-minütige Version eine neue Produktion, die jenen von Swifts zum damaligen Zeitpunkt aktuelleren Liedern entsprach. Die in letztgenannter Variante des Musikstücks zahlreichen neuen Textpassagen eröffnen eine Vielzahl zuvor unbekannter Details der thematisierten, gescheiterten Beziehung, so wird insbesondere auf den Zerfall eben dieser eingegangen und die Abwärtsspirale der Gefühle sowie einzelne Konfliktsituationen aufgegriffen, während in der Originalversion weitgehend die schöne gemeinsame Zeit mit dem bitteren Gefühl der Trennung kontrastiert wurde. Zudem wird auch der weitere Verbleib ihres ehemaligen Freundes aufgegriffen: während er gegen Ende der Beziehung meinte, der Altersunterschied zwischen ihm und Swift wäre ein Faktor dafür, dass es zwischen ihnen nicht funktioniere, suchte er danach erneut Liebe bei Frauen im selben Alter, das sie damals hatte. Gegen Schluss des Liedes richtet sie sich direkt an den Ex-Geliebten und fragt ihn, ob ihn die Situation ebenso kaputt gemacht hätte wie sie.

## Rezeption

### Preise
Die All Too Well (Taylor's Version) gewann bei den MTV Video Music Awards 2022 in den Kategorien Video of the Year, Best Longform Video und Best Direction.

### Rezensionen

#### All Too Well
All Too Well wurde von der Kritik durchwegs überschwänglich aufgenommen und gilt unter Kritikern und Fans als Swifts wichtigstes Werk sowie als Paradebeispiel für ihre Fähigkeiten als Texterin mit einem Gespür für detailreiches Erzählen. Time und Insider bedachten das Lied in ihren Jahrzehntsrückblicken, wobei sie es ohne feste Platzierung unter den 10 bzw. 8 besten Songs anführten. In der Retrospektive der 2010er Jahre von Pitchfork landete es auf Platz 57. Rolling Stone wählte es 2019 zum besten Taylor Swift-Lied und zum fünftbesten Titel des Jahrzehnts, sowie 2018 zum neunundzwanzigstbesten Song des 21. Jahrhunderts. 2021 wählte es das Magazin in ihrer erneuerten Liste der 500 besten Lieder aller Zeiten auf Platz 69. Auch Refinery29 schloss sich dem Urteil an und beschrieb das Stück in einem eigenen Artikel als ihr bestes und nannte als Schlüssel zu seiner Wirkung und Popularität den Text, der sich auf sehr spezifische Beobachtungen und Details stütze und diese natürlich in die Geschichte einbinde. In einer ansonsten eher durchwachsenen Kritik zum Album Red wurde All Too Well vom Slant Magazine als das bislang beste Lied Swifts bezeichnet und der Übergang von ruhiger Kaffeehausatmosphäre zu Arena Rock gepriesen, während gleichzeitig immer mehr Details der Beziehung preisgegeben werden. Als Höhepunkt wurde die Zeile „And you call me up again just to break me like a promise / So casually cruel in the name of being honest“ hervorgehoben.
Die Sängerin sagte aus, dass das Stück, obwohl es keine Singleauskopplung darstelle, eines derjenigen wäre, bei welchem ihr Publikum bei Konzerten am lautesten mitsänge. Es hätte jedoch etwa drei Jahre gebraucht, bis der Titel seinen Status erreichte. Seither gilt er unter ihren Anhängern als eines ihrer Meisterwerke.

#### All Too Well (Taylor’s Version)
Die Kritiken zu All Too Well (10 Minute Version) (Taylor’s Version) fielen ähnlich euphorisch aus wie jene der Originalversion. So nannten es viele Kritiker eine erweiterte bzw. ergänzende, teilweise sogar eine verbesserte Version ihres besten Liedes. Es wurde unter anderem als Epos oder Stoff für Legenden bezeichnet. In den neu hinzugefügten Passagen würde eine raue Emotionalität liegen, die fühlbar mache, wie sich "die stumpfe Einsamkeit in ein stechendes Messer" verwandle, während die schon zuvor bekannten Textfragmente nach wie vor treffsicher wären. So hätte die bereits in der Originalversion als Highlight empfundene Zeile "And you call me up again just to break me like a promise / so casually cruel in the name of being honest" nichts an Wirkung eingebüßt; zu dieser kämen in der neuen Version noch neue einprägsame Zitate hinzu, wobei „You kept me like a secret but I kept you like an oath“ als herausstechende Liedzeile hervorgehoben wurde. Thematisiert wurde auch, dass die Tatsache, dass die Version 9 Jahre später aufgenommen und veröffentlicht wurde, eine größere Reife und Reflexionsgabe in das Stück mitbrächte, und manche der besungenen Komponenten rückwirkend wie die Beobachtungen einer erwachseneren Frau klängen, so etwa das Erkennen der Ironie einzelner Begebenheiten und Situation (etwa, dass ihr selbst nicht gerade zartfühlender Partner einen Schlüsselanhänger mit der Aufschrift "Fuck the patriarchy" trägt oder die zuvor erwähnte Thematik des Altersunterschieds). Swifts gereifte Stimme und die neue Produktion von Jack Antonoff erhielten ebenso großes Lob und würden den Klang des Liedes prägen. Zudem sahen sich einige Medien durch die neu eingefügten Details im Text darin bestätigt, dass es sich bei der besungenen Person um Jake Gyllenhaal handelt.

## Kommerzieller Erfolg

### Chartplatzierungen
In Deutschland, Österreich und der Schweiz wurden die Verkäufe der Originalversion und Taylor’s Version für die Chartauswertung zusammengezählt. Bei seiner ursprünglichen Veröffentlichung schaffte es das Lied nicht in diese Charts, erst bei Erscheinen von Taylor’s Version gelang dies auf Platz 36 in Deutschland, Platz 16 in Österreich sowie Platz 19 in der Schweiz. In den USA und dem Vereinigten Königreich wurden die beiden Versionen separat gewertet. 2012 positionierte sich die Originalversion auf Platz 80 der US-amerikanischen Charts, Taylor’s Version hingegen avancierte zu einem Nummer-eins-Hit. Im Vereinigten Königreich konnte 2012 keine Chartplatzierung erzielt werden, 2021 erreichte Taylor’s Version Platz 3 der britischen Charts.
| ChartsChartplatzierungen       | Höchstplatzierung | Wochen |
| ------------------------------ | ----------------- | ------ |
| Deutschland (GfK)              | 36 (3 Wo.)        | 3      |
| Österreich (Ö3)                | 16 (2 Wo.)        | 2      |
| Schweiz (IFPI)                 | 19 (3 Wo.)        | 3      |
| Vereinigte Staaten (Billboard) | 80 (1 Wo.)        | 1      |

Mit 10:13 Minuten wurde All Too Well (Taylor’s Version) zum längsten Nummer-eins-Hit der US-Geschichte und schlug somit den Rekord von American Pie von Don McLean, den dieses mit 8:42 Minuten seit 1972 hielt. Die 10-Minuten-Version des Liedes war für die hohe Chartposition überwiegend verantwortlich. Zudem gelang es Taylor Swift bereits zum dritten Mal, mit einem Lied und einem Album (Red (Taylor’s Version)) gleichzeitig auf Platz 1 der US-Charts einzusteigen, womit sie ihren Rekord weiter ausbaute.
| ChartsChartplatzierungen       | Höchstplatzierung | Wochen |
| ------------------------------ | ----------------- | ------ |
| Vereinigtes Königreich (OCC)   | 3 (12 Wo.)        | 12     |
| Vereinigte Staaten (Billboard) | 1 (15 Wo.)        | 15     |

| ChartsJahrescharts (2022)      | Platzierung |
| ------------------------------ | ----------- |
| Vereinigte Staaten (Billboard) | 76          |

### Auszeichnungen für Musikverkäufe
| Land/Region                  | Auszeichnungen für Musikverkäufe (Land/Region, Auszeichnung, Verkäufe) | Verkäufe |
| ---------------------------- | ---------------------------------------------------------------------- | -------- |
| Australien (ARIA)            | Platin                                                                 | 70.000   |
| Brasilien (PMB)              | Gold                                                                   | 30.000   |
| Neuseeland (RMNZ)            | Gold                                                                   | 15.000   |
| Portugal (AFP)               | Gold                                                                   | 5.000    |
| Vereinigte Staaten (RIAA)    | Gold                                                                   | 500.000  |
| Vereinigtes Königreich (BPI) | Silber                                                                 | 200.000  |
| Insgesamt                    | 1× Silber · 4× Gold · 1× Platin ·                                      | 820.000  |

| Land/Region                  | Auszeichnungen für Musikverkäufe (Land/Region, Auszeichnung, Verkäufe) | Verkäufe  |
| ---------------------------- | ---------------------------------------------------------------------- | --------- |
| Australien (ARIA)            | 3× Platin (10 Minute Version)                                          | 210.000   |
| Brasilien (PMB)              | Gold · + 2× Platin (10 Minute Version)                                 | 80.000    |
| Dänemark (IFPI)              | Gold (10 Minute Version)                                               | 45.000    |
| Italien (FIMI)               | Gold                                                                   | 50.000    |
| Neuseeland (RMNZ)            | 2× Platin · + Gold (10 Minute Version)                                 | 75.000    |
| Polen (ZPAV)                 | Gold (10 Minute Version)                                               | 25.000    |
| Portugal (AFP)               | Gold                                                                   | 5.000     |
| Spanien (Promusicae)         | Platin                                                                 | 60.000    |
| Vereinigtes Königreich (BPI) | 2× Platin                                                              | 1.200.000 |
| Insgesamt                    | 6× Gold · 10× Platin ·                                                 | 1.770.000 |